# Shahrestān di Sarbisheh
Lo shahrestān di Sarbisheh (farsi شهرستان سربیشه) è una degli 11 shahrestān del Khorasan meridionale, il capoluogo è Sarbisheh. Lo shahrestān è suddiviso in 2 circoscrizioni (bakhsh): 
- Centrale (بخش مرکزی)
- Mud (بخش مود)